# Babidan (Cameroun)
Pour les articles homonymes, voir Babidan.
Babidan est un village du Cameroun, situé dans la région du Nord et le département du Mayo-Rey. Il appartient à la commune de Touboro. Au dernier recensement, on dénombrait  555 habitants, dont 259 hommes et 296 femmes.